# Вымысловка
Вымысловка (укр. Вимислівка) — село в Козовской поселковой общине Тернопольского района Тернопольской области Украины.
До 2020 года входило в Козовский район.
Код КОАТУУ — 6123081702. Население по переписи 2001 года составляло 240 человек.

## Географическое положение
Село Вымысловка находится в 4-х км от правого берега реки Стрыпа,
на расстоянии в 3,5 км от сёл Выбудов и Будилов.

## История
- Впервые село упоминается в первой половине XIX века.